# Willisornis
Willisornis là một chi chim trong họ Thamnophilidae.